# Сицина-Полудньова
Сицина-Полудньова (пол. Sycyna Południowa) — село в Польщі, у гміні Зволень Зволенського повіту Мазовецького воєводства.